# Schiffschaukel

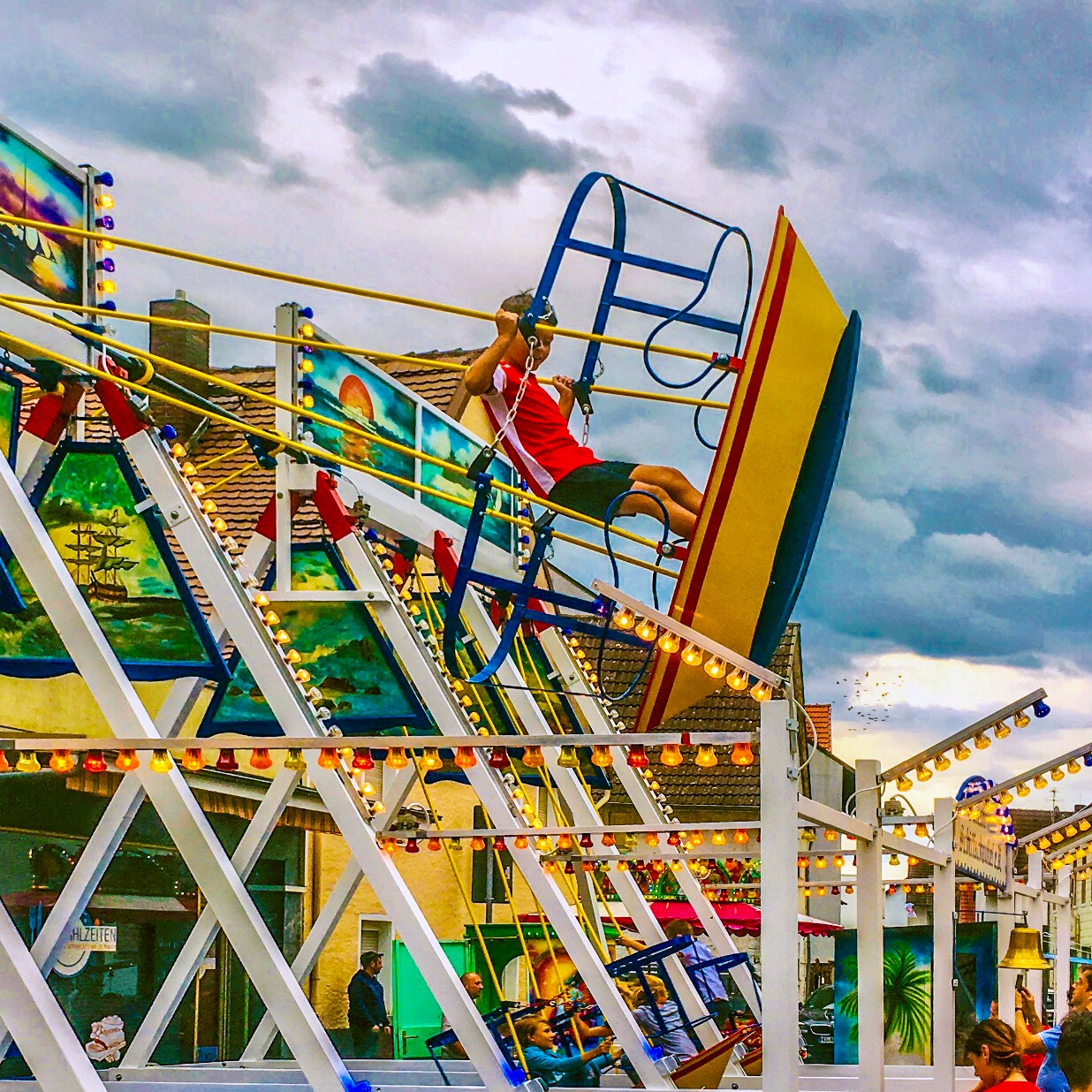
Dietesheimer Schiffschaukel

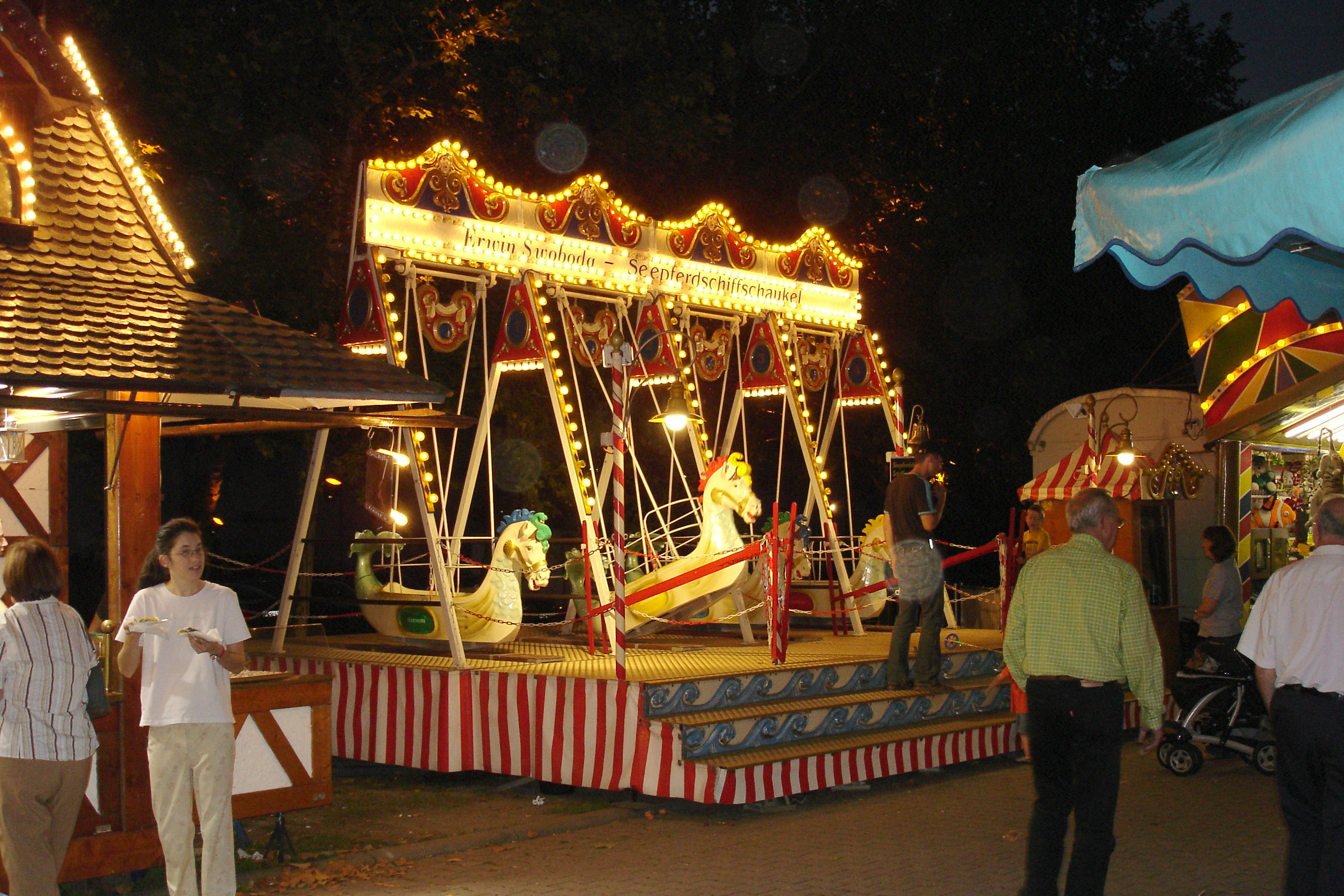
Schiffschaukel für Kinder

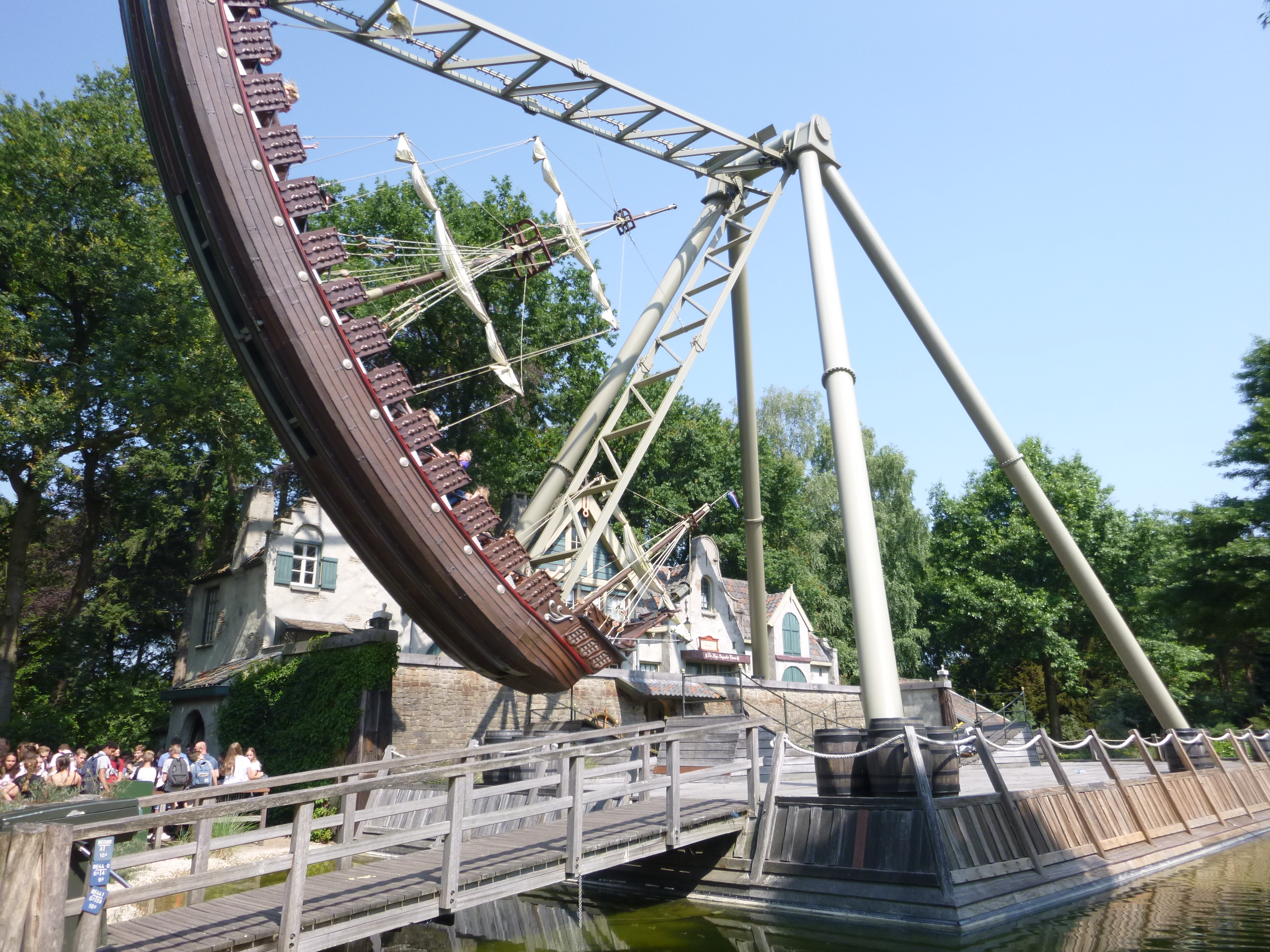
Große Schiffschaukel „De Halve Maen“ im niederländischen Freizeitpark Efteling

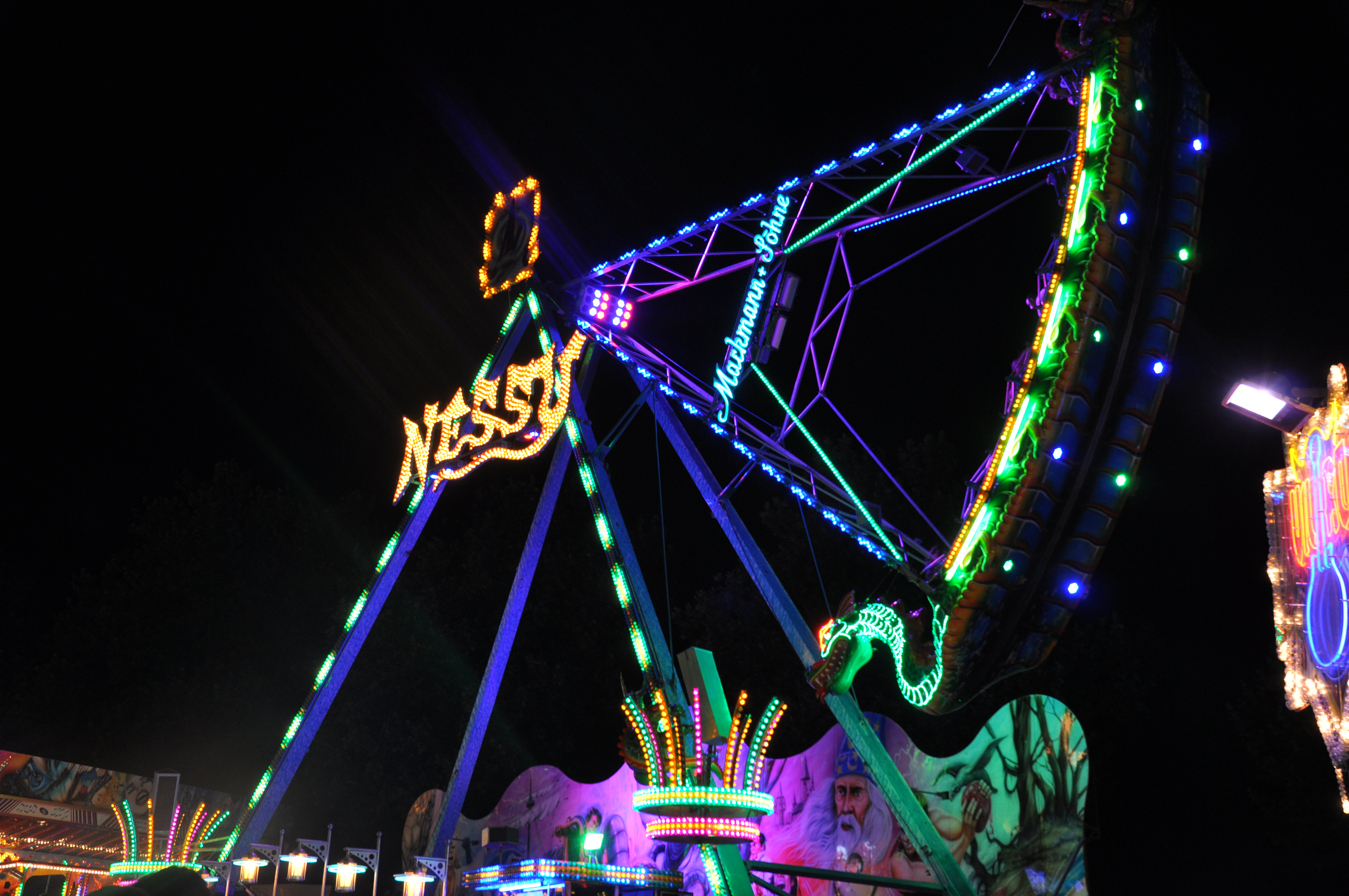
Reisende Groß-Schiffschaukel „Nessy“ auf einer Kirmes bei Nacht

Eine Schiffschaukel ist ein auf Volksfesten und in Freizeitparks verbreitetes Fahrgeschäft. Die schaukelnden Plattformen für die Fahrgäste haben traditionell die Form von Schiffsrümpfen. Wenn vorgesehen ist, dass die Schaukel über den unteren Halbkreis hinaus bewegt werden kann, wird das Schiffchen nicht an Seilen oder Ketten, sondern an steifen Streben aufgehängt und die Schaukelnden müssen in der Lage sein, ihr Körpergewicht kopfüber in der Schaukel zu halten. Mit Muskelkraft betriebene Überschlagschaukeln werden auch als Rundschaukeln bezeichnet. 
Neben kleinen Schiffschaukeln, die jeweils Platz für ein bis zwei Fahrgäste bieten, gibt es auch große Schiffschaukeln für ein Dutzend und mehr Fahrgäste. 

## Bauformen und Antrieb
Kleinere Schiffschaukeln werden von Muskelkraft angetrieben. Große Schaukeln werden mit Elektromotoren in Bewegung versetzt. Häufig über ein Antriebsrad, das die Unterseite der Schiffschaukel in Schwung versetzt.
Durch Wechsel der Drehrichtung des Motors oder aktive Schwerpunktveränderung des Fahrgastes wird die Schiffschaukel in eine zunehmende Pendelbewegung versetzt.
Es gibt auch Schiffschaukeln, die während der Fahrt um die Aufhängestrebe kreiseln. Bei diesen überlagert sich die Schaukelbewegung mit der Drehbewegung eines Karussells.
Manche Bauarten von Schiffschaukeln können sich überschlagen. In größeren Schaukeln werden die Fahrgäste von Sicherheitsbügeln am Platz gehalten, um nicht abzustürzen, wenn die Bewegung sich verlangsamt, während sie mit dem Kopf nach unten hängen.
Überschlag-Schiffschaukeln, bei denen der Fahrgast stets mit dem Kopf nach oben sitzt, werden auch als Fliegender Teppich bezeichnet. Es gab auch eine mit Muskelkraft betriebene Rundschaukel, die Hollywoodschaukel hieß und bei der die Kabine – ähnlich wie beim Fliegenden Teppich – aufrecht blieb.

## Bremser
Der Schiffschaukelbremser ist die Person, die mit einem Hebel nach Ablauf der Fahrtzeit die Schaukel langsam abbremst. Dies geschieht häufig durch einen Hebel, der einen Bremsklotz aus dem Boden unter der Schaukel nach oben fährt und die Schaukel so durch die Reibung beim darüber Hinweggleiten langsam zum Stehen bringt. 
Das Wort Schiffschaukelbremser wird außerdem als abwertende, häufig beleidigend gemeinte Bezeichnung für eine gering qualifizierte Hilfskraft gebraucht.

## Niedergang der Schiffschaukeln in Deutschland
In Deutschland gibt es nur noch wenige Schiffschaukeln. Als Gründe hierfür werden die heute vielfältigen Angebote zur Freizeitgestaltung und Unterhaltung gesehen. Auch die sinkende Geburtenrate und die geringe Rentabilität der Fahrgeschäfte werden für den Niedergang der Schiffschaukeln verantwortlich gemacht. Menschen sind heute die körperliche Anstrengung weniger gewohnt, deren es bedarf, um die teilweise über hundert Kilogramm schweren Schaukeln durch Muskelkraft anzutreiben.

## Ursprüngliche Form

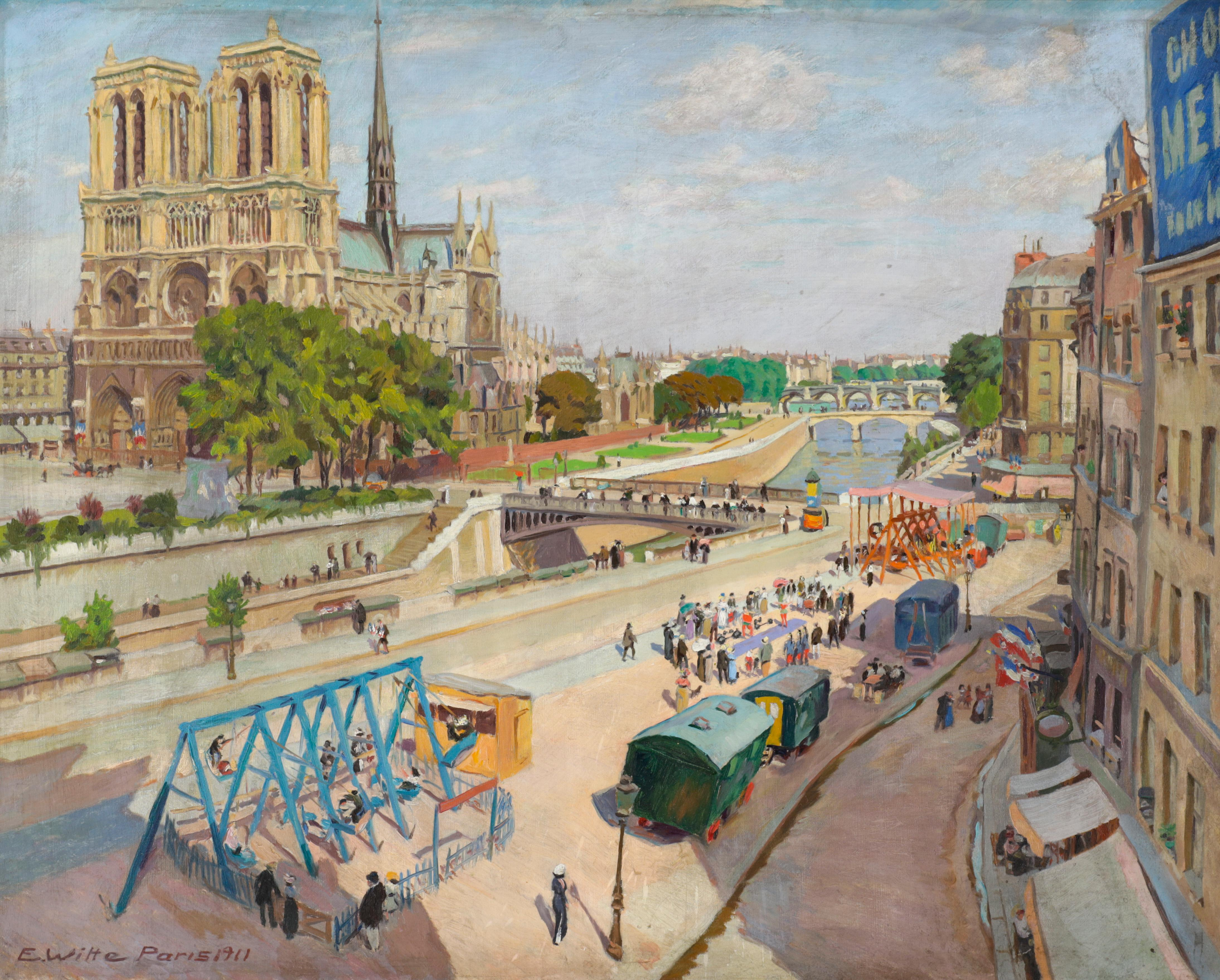
Schiffschaukeln am Nationalfeiertag in Paris (Gemälde von Eduard Franz Witte, 1911)

Die ursprüngliche Form der Schiffschaukel, die um 1890 aufkam, ist physikalisch ein starres Pendel. In 3–5 m Höhe ist ein Rohr von etwa 4 cm Durchmesser als horizontale Achse stabil aufgeständert. Von jedem Ende der Achse laufen zwei Stützen zum Boden, die einen Winkel von etwa 60° aufspreizen. Seitliche Stützen verhindern, dass sich die Achse in Längsrichtung bewegt. Die Füße sind durch Erdnägel oder eine Beschwerung am Boden fixiert.
Oft sind 4–6 Schiffschaukeln aneinandergereiht. Die Stützen alter Anlagen sind aus Holz mit Eisenbeschlägen, später wurde eher Eisenprofil, heute mitunter Aluminiumprofilrohr verwendet. Illumination und Bilder ober der Achse schmücken die Anlage.
Nahe der Rohrenden sind die vier zur Schaukel verlaufenden Rohre drehbar gelagert. Bug und Heck des symmetrischen Schiffs sind jeweils mit einem Sitzbrett abgedeckt. Die an den Streben befestigte Reling und eine seitlich hochschiebbaren Kette bildet einen Schutzkorb gegen das Herausfallen.
Zwei Schaukelnde stehen mit den Gesichtern zueinander und halten sich an zwei Streben fest. In Schaukelpositionen im oberen Halbkreis können die Schaukelnden aus dem Schiff herausfallen, wenn sich die Rotationsbewegung verlangsamt. Die Handgelenke wurden darum mit um die Stange geschlungenen Riemchen gesichert. Auch die Füße können in Bindungen am Schiffsboden fixiert werden.
Der Boden des Schiffsrumpfs kann durch ein anhebbares Holzbrett abgebremst werden. Oft steigt man von einem Podest aus in die Schaukel ein. 
Schiffschaukeln sind die einzigen Fahrgeschäfte, die nur durch die Muskelkraft der Nutzer selbst betrieben werden.

### Rundumschaukeln

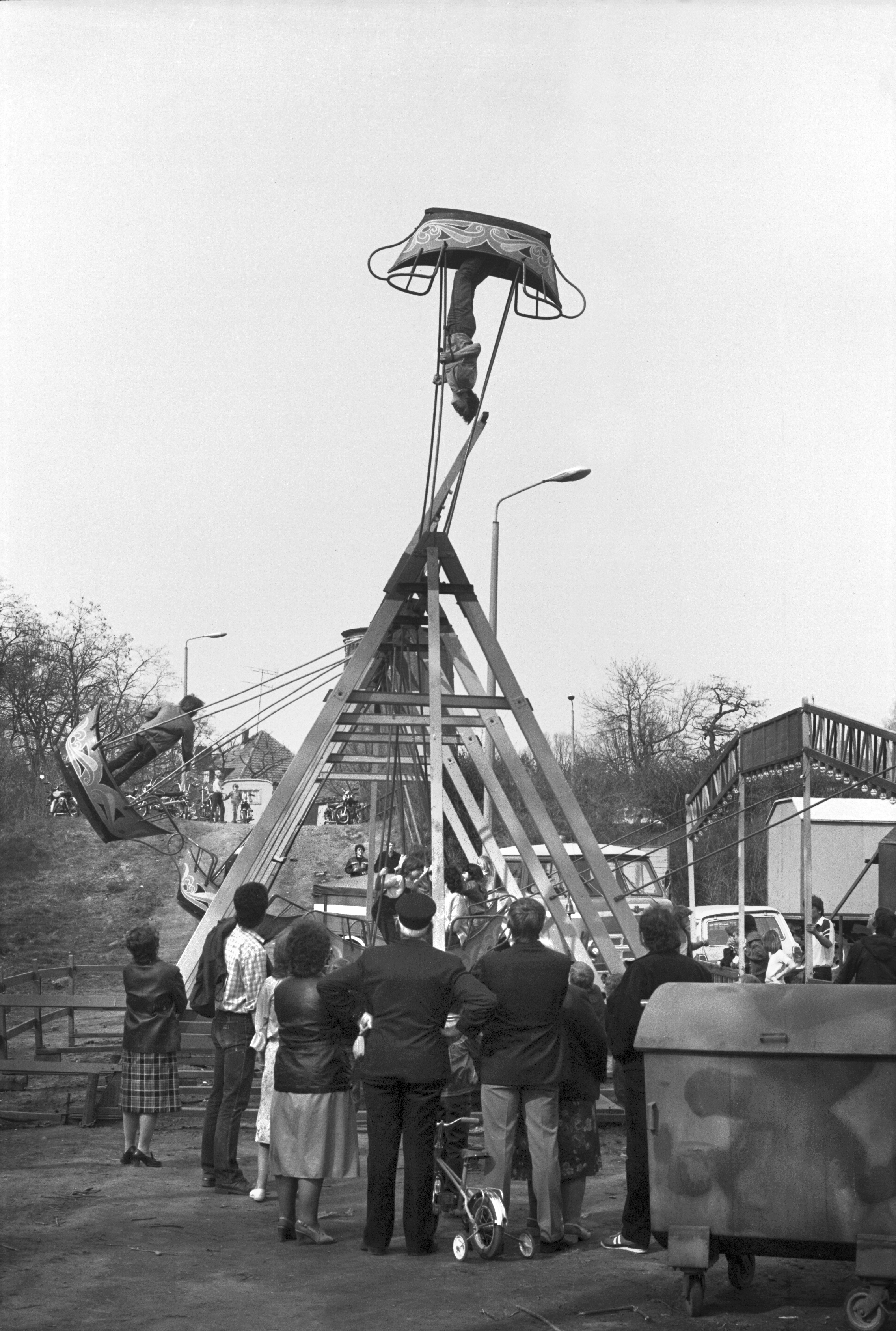
Überschlag in Neustrelitz

Ein 360°-Rundumschaukeln mit Überschlag ist nur möglich, wenn der Raum oberhalb der Achse frei und ohne Anschlag ausgeführt ist. Mitunter erlauben nur ein oder zwei Schaukeln einer Anlage das Rundumschaukeln. Um mit Muskelkraft einen Überschlag zu schaffen, braucht man Kraft, Übung und im Fall von zwei Personen im Schiff gutes Zusammenspiel.